# ТЕС Нонсаенг
14°26′30″ пн. ш. 100°46′32″ сх. д. / 14.44167° пн. ш. 100.77556° сх. д.
ТЕС Нонсаенг – теплова електростанція у тайській провінції Сарабурі. 
В 2014 році на майданчику станції ввели в дію два однотипні парогазові блоки номінальною потужністю по 800 МВт (повна потужність рахується на рівні 826,6 МВт, проте частину виробленої електроенергії станція споживає для власних потреб. У кожному блоці дві газові турбіни живлять через відповідну кількість котлів-утилізаторів одну парову турбіну.  
Для охолодження використовують воду із річки Пасак, яка закачується у ставок об’ємом 1,6 млн м3.
Як паливо ТЕС використовує природний газ, який надходить по перемичці від трубопроводу Вангной – Каенгкой. При роботі на повній потужності станція потребує 7,5 млн м3 блакитного палива на добу.
Видача продукції відбувається по ЛЕП, розрахованій на роботу під напругою 500 кВ.
Проект реалізували через Gulf JP Nong Saeng Company Limited японська J-POWER (Electric Power Development) та Gulf Energy Development Public Company (найбільший тайський приватний інвестор у електроенергетику), що мають 60% та 40% участі відповідно.